# Антъни Симкоу
Антъни Симкоу (на английски: Anthony Simcoe) (роден на 7 юни 1969 г.) е австралийски актьор. Най-известен е с ролята си на Ка Д'Арго в научнофантастичния сериал „Фарскейп“.